# Lassing
Lassing osztrák község Stájerország Liezeni járásában. 2017 januárjában 1719 lakosa volt. 

## Elhelyezkedése

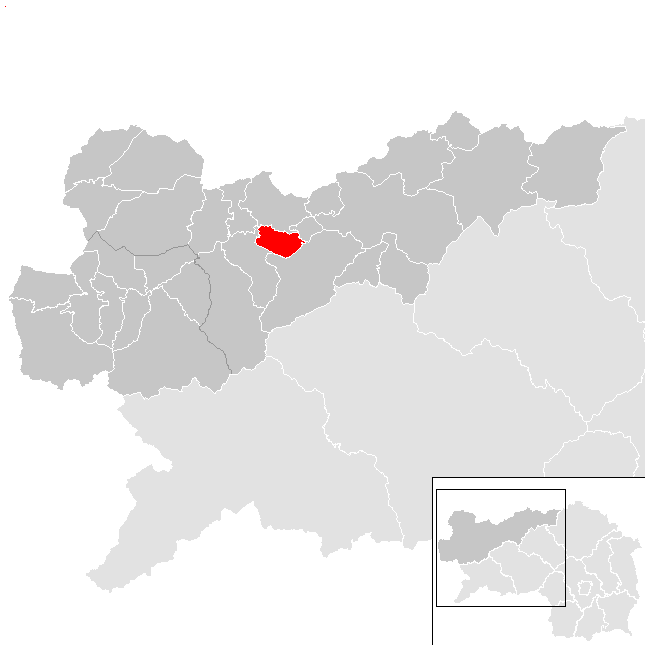
Lassing a Liezeni járásban

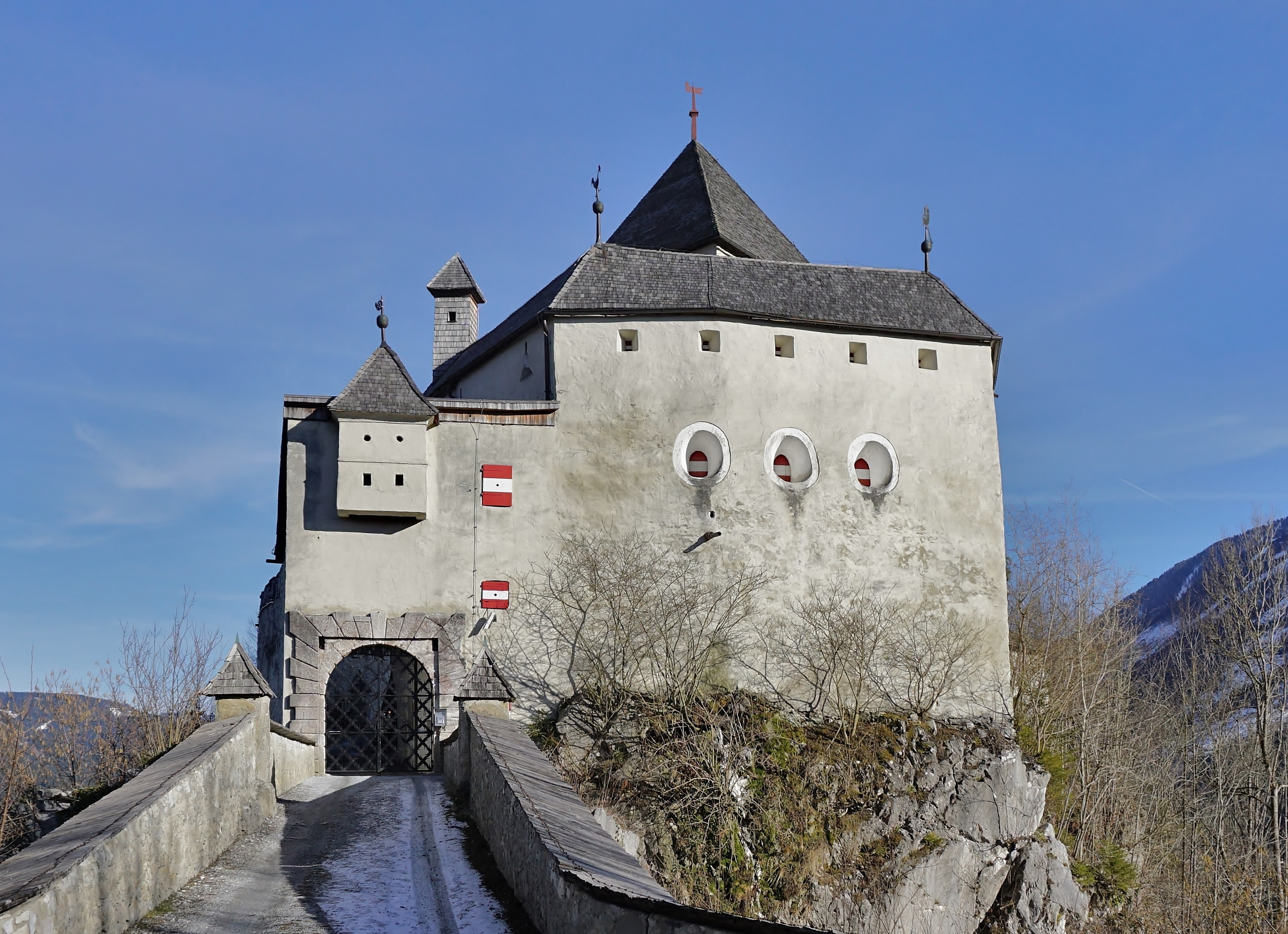
Strechau vára

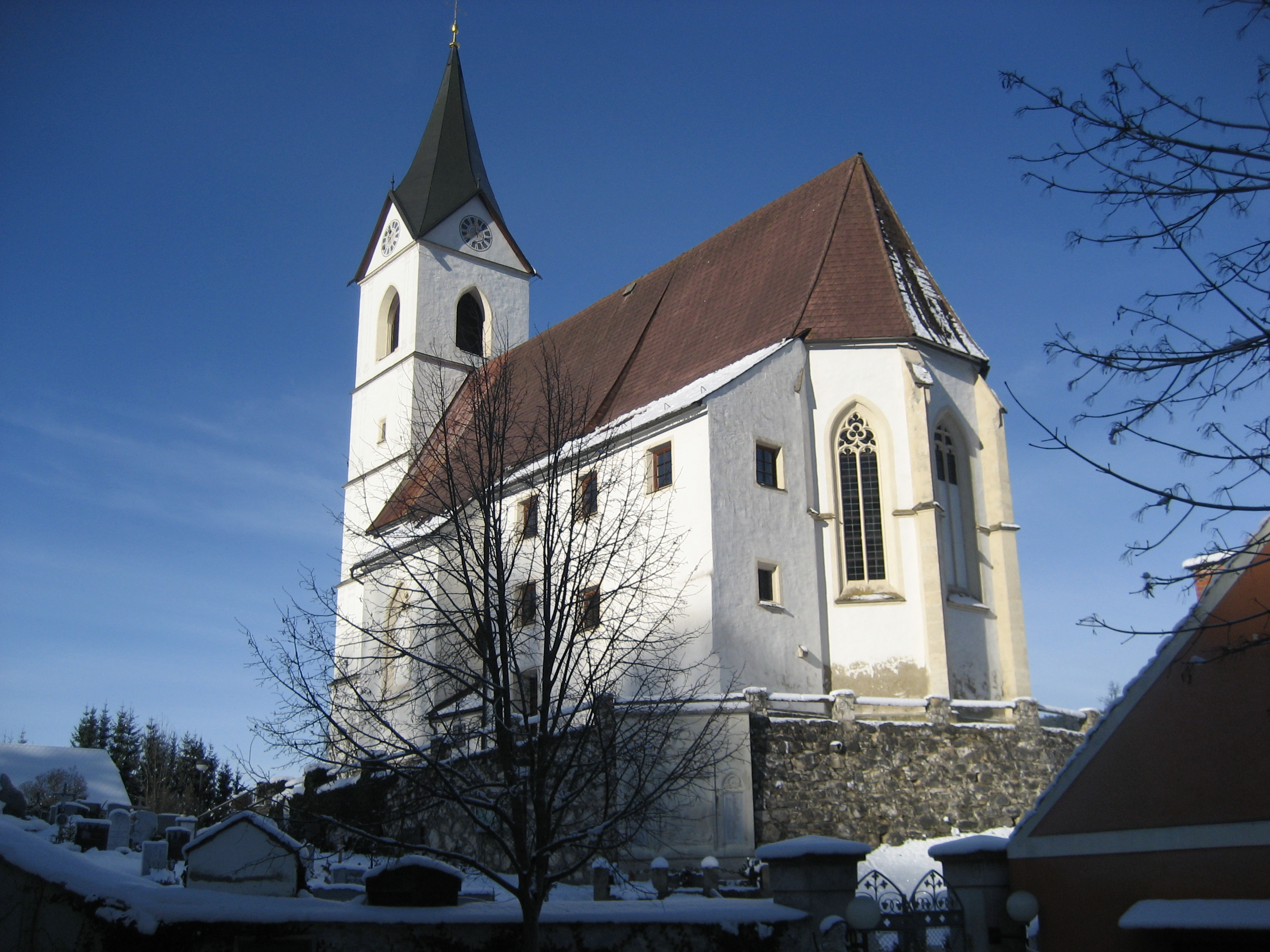
A Szt. Jakab-plébániatemplom

Lassing Felső-Stájerország északnyugati részén fekszik, az Enns völgyében, a folyótól délre. Területének déli része a Rottenmanni-Tauern hegységre esik. Az önkormányzat 2 katasztrális községben (Lassing Schattseite és Lassing Sonnseite) 18 települést egyesít: Altlassing (149 lakos), Burgfried (67), Döllach (246), Fuchslucken (137), Gatschling (58), Heuberg (67), Lassing-Kirchdorf (270), Moos (109), Neusiedl (59), Niedermoos (82), Schattenberg (93), Sonnberg (35), Spiegelsberg (36), Stein (56), Treschmitz (70), Trojach (115), Unterberg (20), Wieden (21).
A környező önkormányzatok: északra Liezen, keletre Selzthal, délkeletre Rottenmann, nyugatra Aigen im Ennstal.

## Története
Lassing első említése 1036-ból származik, még Laznichove néven; ekkor már önálló egyházközség volt, sőt papja Rottenmannt és Liezent is kiszolgálta. Plébániáját később a rottenmanni ágostonos kolostor felügyelete alá helyezték.
A reformáció idején Strechau vára a protestantizmus egyik helyi központja volt, akkori tulajdonosai, a Hoffmann bárók protestáns prédikátort hozattak Lassingba. Az ellenreformáció megindulása után a lakosság formálisan rekatolizált, de sokan titokban továbbra is a reformált vallás pártján maradtak, míg II. József türelmi rendelete lehetővé nem tette annak nyílt gyakorlását. Az egyházközség 1786-ig a Salzburgi főegyházmegyéhez tartozott; ekkor átkerült az akkor alapított Leobeni egyházmegyéhez. 
1823-ban János főherceg Strechau várában akarta feleségül venni polgári származású szerelmét, Anna Plochlt. Bár az esküvőt a császár az utolsó pillanatban megakadályozta, a főherceg aláírása már bekerült a lassingi anyakönyvbe. 1850-ben felszámolták a feudális birtokokat és megalakultak a községi önkormányzatok. A mai önkormányzat területén két község alakult, Lassing Sonnseite és Lassing Schattseite, amelyek 1872-ben egyesültek. Strechau falut még a 19. században Rottenmannhoz csatolták, 1943-ban pedig Neulassing került át Selzthalhoz. 1929-ben egy tűzvész során Lassing-Kirchdorf szinte valamennyi épülete megrongálódott.
1998. július 17-én a Moos falu alatti talkumbánya beomlott és egy bányász a törmelék alatt rekedt. Egy tízfős mentőcsapat a segítségére sietett, de egy második omlás őket is maga alá temette. A bányászt, aki tíz napot töltött odalent, végül sikerült kimenteni, de a mentőcsapat odaveszett. A baleset Ausztria legsúlyosabb bányaszerencsétlensége volt 1945 óta.

## Lakosság
A lassingi önkormányzat területén 2017 januárjában 1719 fő élt. A lakosságszám a 20. században 1991-ben érte el maximumát 1910 fővel, majd csökkenésnek indult, de a tendencia 2017-re megfordulni látszik. 2015-ben a helybeliek 96,3%-a volt osztrák állampolgár; a külföldiek közül 1,6% a régi (2004 előtti), 2% az új EU-tagállamokból érkezett. 2001-ben a lakosok 90%-a római katolikusnak, 5,8% evangélikusnak, 3,6% pedig felekezet nélkülinek vallotta magát. Ugyanekkor 7 magyar élt a községben. 

## Látnivalók
- Strechau vára egy meredek, keskeny sziklagerincre épült. Első említése 1074-ből származik. A renovált épületegyüttes ma egy magánalapítvány tulajdonában van.
- a Szt. Jakab-plébániatemplom gótikus stílusban épült. Főoltára 17388-ból való. A plébánia 1680-ban nyerte el mai külsejét.

## Testvértelepülések
Luzenac (Franciaország)

## Fordítás
- Ez a szócikk részben vagy egészben  a   Lassing (Steiermark) című német Wikipédia-szócikk ezen változatának fordításán alapul.  Az eredeti cikk szerkesztőit annak laptörténete sorolja fel. Ez a jelzés csupán a megfogalmazás eredetét és a szerzői jogokat jelzi, nem szolgál a cikkben szereplő információk forrásmegjelöléseként.